# Gruzia-film
Kartuli Pilmi (în georgiană ქართული ფილმი, transliterat: kartuli pilmi / film georgian, în rusă Грузия-фильм, transliterat: Gruzia-film) este una din cele mai vechi companii din lume de producție de film cu sediul în Tbilisi, Georgia, înființată în anul 1921. În perioada sovietică, studioul a fost unul dintre cele mai active locuri pentru producția de filme unde s-au produs 800 de lungmetraje, filme pentru televiziune și scurtmetraje, 600 de documentare și 300 de filme de animație.

## Istoric
După ce s-a format din fuziunea mai multor companii de producție de film care au funcționat la începutul secolului al XX-lea în Tbilisi, studioul a fost redenumit de mai multe ori înainte de a deveni în 1953 „Georgian Film” (Gruzia-Film în rusă).
Situat pe aproape 10 hectare (24 acri) de teren primordial în Tbilisi, studiourile Gruzia-film are mai multe studiouri de sonorizare, facilități de înregistrare și editare, diverse servicii de producție, echipamente moderne și echipaje profesionale.
Între anii 1923-1938 – s-a nimit trustul „Госкинпром Грузии / Goskinprom din Georgia”.
Între 1938-1953 – „Studioul de film din Tbilisi”.
Din 1953 – studioul de film „Georgia-Film”.
Din 1930, în afară de filmele de ficțiune, produce și filme de desene animate. În 1958, pe baza sectorului jurnalelor de știri al studioului „Gruzia-film”, a fost creat studioul georgian de știri-documentare și filme de știință populară.

## Filmografie selectivă
- 1944 Sevastopol km. 4 (Малахов курган), regia Iosif Heifiț și Aleksandr Zarhi
- 1946 Văpaia cea mare (gruză: Pitsi, ru: Клятва / Kliatva), regia Mihail Ciaureli
- 1948 Keto și Kote (Кето и Коте), regia Vahtang Tabliașvili și Șalva Ghedevanișvili
- 1954 Libelula (ჭრიჭინა (Chrichina) / Стрекоза), regia Semion Dolidze și Levan Hotivari
- 1956 Misterul celor două oceane (Тайна двух океанов / Taina dvuh okeanov), regia Konstantin Pipinașvili
- 1958 Fatima (Фатима / Fatima), regia Semion Dolidze
- 1958 Mamelucul (Mamluqi / ru: Мамлюк), regia David Rondeli
- 1963 Răzbunătorul (Палиастоми / Paliastomi), regia Semion Dolidze
- 1964 Tatăl soldatului (Jariskatsis mama / Отец солдата), regia Rezo Ciheidze
- 1966 Balada din Hevsursk (Хевсурская баллада / Khevsuruli balada), regia Șota Managadze
- 1966 Întâlnire în munți (Shekhvedra mtashi / Встреча в горах), regia Nikolai Sanișvili
- 1969 Piroșmani (Пиросмани), regia Gheorghi Șenghelaia
- 1974 Bunicul siberian (Сибирский дед / Sibirskii ded), regia Gheorghi Kalatozișvili
- 1975 Dragoste, mare e puterea ta (Любовь, велика сила твоя)
  - Scara (კიბე / Kibe /Лестница/Ступени), regia Rezo Cearhalașvili (ep.I, 25 min.)
  - Vals pe Mtațminda (Valsi mtatsmindaze / Вальс на Мтацминда), regia Baadur Țuladze (ep.II, 15 min.)
  - Romanță caucaziană (Kavkasiuri romansi / Кавказский романс), regia Amiran Darsavelidze și Revaz Gabriadze (ep.III, 25 min.)
- 1980 Un glonte rătăcit (Шальная пуля / Василий Киквидзе), regia Gizo Gabeskiria și Gheorghi Kalatozișvili